# Metti, una sera a cena
Metti, una sera a cena ist ein Filmdrama aus dem Jahre 1969, das Regisseur Giuseppe Patroni Griffi nach seinem gleichnamigen Theaterstück inszenierte. Zu den Darstellern gehören unter anderem Florinda Bolkan, Tony Musante, Jean-Louis Trintignant, Annie Girardot und Lino Capolicchio. Der Film wurde zum 22. Cannes Film Festival präsentiert.

## Inhalt
In dem Film spielt der Tisch, um den sich vier Personen der kultivierten Mittelschicht treffen, die zentrale Rolle. Dazu gehören Michele, Nina, Giovanna und Max. Michele ist erfolgreicher Buchautor und mit Nina verheiratet. Giovanna ist wohlhabend und eine Freundin von Nina. Max ist Schauspieler. Nina und Max haben eine Affäre, die Michele bekannt sein dürfte. Währenddessen ist Giovanna in Michele verliebt. Die Abende und Gespräche in dieser Runde haben eine eher langweilige und amoralische Atmosphäre, bis Max Nina einen Vorschlag unterbreitet, die "Ablenkung" durch Ric. Er ist ein junger rebellischer Student, der sich prostituiert. Ric verliebt sich allerdings in Nina und versucht, Selbstmord zu begehen. Nina rettet ihn und entscheidet sich dafür, mit ihm ihr Leben zu verbringen. Die Beziehung funktioniert allerdings nicht und kurz darauf bringt Ric Nina wieder zu Michele. Michele beschließt, Ric in die Tisch-Runde aufzunehmen, damit er selbst seine Frau Nina nicht verliert. Das Spiel beginnt nun wieder von vorn.

## Hintergrund
Metti, una sera a cena wurde ursprünglich als Theaterstück konzipiert, das Patroni Griffi das erste Mal am Eliseo Theater in Rom im Jahr 1967 inszenierte. Es wurde zwei Jahre lang aufgeführt. Die erste Fassung leitete der Regisseur Giorgion De Lullo. Die Darsteller waren Romolo Valli, Rossella Falk, Elsa Albani, Carlo Giuffré und Umberto Orsini, der die Rolle des Ric spielte.
Die Produktionskosten dieses Films waren niedrig.
Eine sehr wichtige Rolle für seinen Erfolg spielte die Filmmusik, komponiert von Ennio Morricone.